# Championnat d'Angleterre de rugby à XV 2015-2016
Navigation
Aviva Premiership
 2014-2015 Aviva Premiership 2016-2017
Le championnat d'Angleterre de rugby à XV 2015-2016, qui porte le nom Aviva Premiership de son sponsor du moment, oppose les douze meilleures équipes anglaises de rugby à XV. Le championnat débute le 16 octobre 2015 et s'achève le 28 mai 2016 par une finale au stade de Twickenham, à Londres. Une première phase de classement voit s'affronter toutes les équipes en matchs aller et retour. À la fin de cette phase régulière, les quatre premières équipes sont qualifiées pour les demi-finales et la dernière du classement est rétrogradée en RFU Championship. La saison se termine sur une phase de playoff avec des demi-finales et une finale pour l'attribution du titre.
Les Worcester Warriors, vainqueurs RFU Championship, sont promus en première division et remplacent les London Welsh. 
Les Saracens remportent leur troisième titre consécutif après une victoire en finale 28 à 20 contre les Exeter Chiefs. Les London Irish, derniers du championnat sont quant à eux relégués en deuxième division. 
L'ouvreur nord-irlandais des Exeter Chiefs, Gareth Steenson, est le meilleur réalisateur de la saison avec 258 points marqués. Thomas Waldrom, lui aussi joueur des Chiefs, termine la saison en étant le meilleur marqueur d'essais avec 13 réalisations. 

## Liste des équipes en compétition
| Bath Exeter Gloucester Harlequins Leicester London · Irish Newcastle Northampton Sale Saracens Wasps Worcester |

La compétition oppose pour la saison 2015-2016 les douze meilleures équipes anglaises de rugby à XV :
| - Bath Rugby - Exeter Chiefs - Gloucester Rugby - Harlequins | - Leicester Tigers - London Irish - Northampton Saints - Newcastle Falcons | - Sale Sharks - Saracens - Wasps - Worcester Warriors |

## Résumé des résultats

### Classement de la phase régulière
| Rang | Club                   | J  | V  | N | D  | Bo | Bd | Pm  | Pe  | Diff | Pts |
| ---- | ---------------------- | -- | -- | - | -- | -- | -- | --- | --- | ---- | --- |
| 1    | Saracens (T)           | 22 | 17 | 1 | 4  | 7  | 3  | 580 | 376 | +204 | 80  |
| 2    | Exeter Chiefs          | 22 | 15 | 0 | 7  | 7  | 7  | 585 | 361 | +224 | 74  |
| 3    | Wasps                  | 22 | 15 | 0 | 7  | 6  | 6  | 598 | 397 | +201 | 72  |
| 4    | Leicester Tigers       | 22 | 14 | 0 | 8  | 6  | 3  | 509 | 475 | +34  | 65  |
| 5    | Northampton Saints     | 22 | 12 | 0 | 10 | 7  | 5  | 455 | 392 | +63  | 60  |
| 6    | Sale Sharks            | 22 | 11 | 2 | 9  | 5  | 5  | 456 | 459 | -3   | 58  |
| 7    | Harlequins             | 22 | 10 | 1 | 11 | 7  | 6  | 547 | 583 | -36  | 55  |
| 8    | Gloucester Rugby       | 22 | 10 | 1 | 11 | 4  | 3  | 429 | 423 | +6   | 49  |
| 9    | Bath Rugby             | 22 | 9  | 0 | 13 | 6  | 6  | 435 | 460 | -25  | 48  |
| 10   | Worcester Warriors (P) | 22 | 7  | 0 | 15 | 1  | 6  | 420 | 597 | -177 | 35  |
| 11   | Newcastle Falcons      | 22 | 5  | 1 | 16 | 1  | 4  | 357 | 556 | -199 | 27  |
| 12   | London Irish           | 22 | 4  | 0 | 18 | 0  | 4  | 328 | 620 | -292 | 20  |

|  | Qualifiés pour la phase finale et la coupe d'Europe 2016-2017 (no 1, no 2, no 3, no 4).                                                           |
|  | Qualifiés pour la coupe d'Europe 2016-2017 (no 5, no 6).                                                                                          |
|  | Qualifié pour la coupe d'Europe 2016-2017 si un club anglais des six premières places remporte la coupe d'Europe ou le Challenge européen (no 7). |
|  | Relégué en RFU Championship pour la saison 2016-2017 (no 12).                                                                                     |
|  | T : tenant du titre 2015 ; P : promu 2015 |

Attribution des points : victoire sur tapis vert : 5, victoire : 4, match nul : 2, défaite : 0, forfait : -2 ; plus les bonus (offensif : 4 essais marqués ; défensif : défaite par 7 points d'écart maximum).
Règles de classement : 1. Nombre de victoires ; 2.différence de points ; 3. nombre de points marqués ; 4. points marqués dans les matchs entre équipes concernées ; 5. Nombre de victoires en excluant la 1re journée, puis la 2e journée, et ainsi de suite.

### Phase finale
Les quatre premiers de la phase régulière sont qualifiés pour les demi-finales. L'équipe classée première affronte à domicile celle classée quatrième alors que la seconde reçoit la troisième.
|  | Demi-finales                             | Demi-finales                             |              |    | Finale                                         | Finale                                         |
|  | Demi-finales                             | Demi-finales                             |              |    | Finale                                         | Finale                                         |
|  |                                          |                                          |              |    |                                                |                                                |
|  | le 21 mai 2016 à l'Allianz Park, Londres | le 21 mai 2016 à l'Allianz Park, Londres |              |    | le 28 mai 2016 au stade de Twickenham, Londres | le 28 mai 2016 au stade de Twickenham, Londres |
|  | le 21 mai 2016 à l'Allianz Park, Londres | le 21 mai 2016 à l'Allianz Park, Londres |              |    | le 28 mai 2016 au stade de Twickenham, Londres | le 28 mai 2016 au stade de Twickenham, Londres |
|  | [1] Saracens                             | 44                                       |              |    | le 28 mai 2016 au stade de Twickenham, Londres | le 28 mai 2016 au stade de Twickenham, Londres |
|  | [1] Saracens                             | 44                                       |              |    | le 28 mai 2016 au stade de Twickenham, Londres | le 28 mai 2016 au stade de Twickenham, Londres |
|  | [4] Leicester Tigers                     | 17                                       |              |    | le 28 mai 2016 au stade de Twickenham, Londres | le 28 mai 2016 au stade de Twickenham, Londres |
|  | [4] Leicester Tigers                     | 17                                       | [1] Saracens | 28 |                                                |                                                |
|  | le 21 mai 2016 au Sandy Park, Exeter     |                                          | [1] Saracens | 28 |                                                |                                                |
|  |                                          | [2] Exeter Chiefs                        | 20           |    |                                                |                                                |
|  | [2] Exeter Chiefs                        | [2] Exeter Chiefs                        | 20           | 34 |                                                |                                                |
|  | [2] Exeter Chiefs                        |                                          |              | 34 |                                                |                                                |
|  | [3] Wasps                                | 23                                       |              |    |                                                |                                                |
|  | [3] Wasps                                | 23                                       |              |    |                                                |                                                |

## Résultats détaillés

### Phase régulière

#### Tableau synthétique des résultats
L'équipe qui reçoit est indiquée dans la colonne de gauche.
| Clubs              | BAT | EXE | GLO | HAR | LEI | LOI | LOW | NEW | NOR | SAL | SAR | WOR |
| ------------------ | --- | --- | --- | --- | --- | --- | --- | --- | --- | --- | --- | --- |
| Bath Rugby         |     | -   | -   | -   | -   | -   | -   | -   | -   | -   | -   | -   |
| Exeter Chiefs      | -   |     | -   | -   | -   | -   | -   | -   | -   | -   | -   | -   |
| Gloucester Rugby   | -   | -   |     | -   | -   | -   | -   | -   | -   | -   | -   | -   |
| Harlequins         | -   | -   | -   |     | -   | -   | -   | -   | -   | -   | -   | -   |
| Leicester Tigers   | -   | -   | -   | -   |     | -   | -   | -   | -   | -   | -   | -   |
| London Irish       | -   | -   | -   | -   | -   |     | -   | -   | -   | -   | -   | -   |
| Wasps              | -   | -   | -   | -   | -   | -   |     | -   | -   | -   | -   | -   |
| Newcastle Falcons  | -   | -   | -   | -   | -   | -   | -   |     | -   | -   | -   | -   |
| Northampton Saints | -   | -   | -   | -   | -   | -   | -   | -   |     | -   | -   | -   |
| Sale Sharks        | -   | -   | -   | -   | -   | -   | -   | -   | -   |     | -   | -   |
| Saracens           | -   | -   | -   | -   | -   | -   | -   | -   | -   | -   |     | -   |
| Worcester Warriors | -   | -   | -   | -   | -   | -   | -   | -   | -   | -   | -   |     |

|  | Victoire à domicile |  | Match nul |  | Défaite à domicile |

### Phase finale

#### Demi-finales
| 21 mai 2016 13h30 | Saracens | 44 – 17 (31 - 0) | Leicester Tigers                                                                                             | Allianz Park, Londres Arbitre : JP Doyle |
| 21 mai 2016 13h30 | Essai(s) : Fraser (3e), Wyles 2 (19e, 39e), Ashton 2 (24e, 71e) Transformation(s) : Farrell 4 (4e, 20e, 25e, 40e), Hodgson (72e) Pénalité(s) : Farrell (32e, Hodgson 2 (61e, 69e) Carton(s) jaune(s) : Fraser (49e) |                  | Essai(s) : Veainu (40e), Barrow (50e) Transformation(s) : Williams 2 (41e, 51e) Pénalité(s) : Williams (44e) | Allianz Park, Londres Arbitre : JP Doyle |
| 21 mai 2016 13h30 | |                  | | Allianz Park, Londres Arbitre : JP Doyle |

| 21 mai 2016 16h15 | Exeter Chiefs | 34 – 23 (20 - 14) | Wasps | Sandy Park, Exeter Arbitre : Greg Garner |
| 21 mai 2016 16h15 | Essai(s) : Whitten (21e), Essai de pénalité 2 (38e, 79e), Ewers (46e), Transformation(s) : Steenson 4 (21e, 39e, 47e, 80e) Pénalité(s) : Steenson 2 (3e, 11e) |                   | Essai(s) : Festuccia (16e), Robson (31e) Transformation(s) : Gopperth 2 (17e, 32e) Pénalité(s) : Gopperth 3 (45e, 52e, 67e) Carton(s) jaune(s) : Festuccia (38e) | Sandy Park, Exeter Arbitre : Greg Garner |
| 21 mai 2016 16h15 | |                   | | Sandy Park, Exeter Arbitre : Greg Garner |

#### Finale
Cette finale oppose le champion en titre, les Saracens, aux Exeter Chiefs, qui participent pour la première fois de leur histoire à la finale du championnat.

Grâce à trois essais marqués par Duncan Taylor, Chris Wyles et Alex Goode, les Saracens s'imposent 28 à 20 contre les Exeter Chiefs et remportent leur troisième titre de champion d'Angleterre consécutif. Cette saison, ils réalisent également le doublé après avoir remporté la Coupe d'Europe deux semaines plus tôt,.
| 28 mai 2016 15h00 | Saracens | 28–20 (23–6) | Exeter Chiefs | Stade de Twickenham, Londres 76 109 spectateurs Arbitre : Wayne Barnes |
| 28 mai 2016 15h00 | Essai(s) : 3 Taylor (34e), Wyles (37e), Goode (76e) Transformation(s) : 2 Farrell (35e, 39e) Pénalité(s) : 3 Farrell (3e, 10e, 27e) |              | Essai(s) : 2 Yeandle (53e), Nowell (73e) Transformation(s) : 2 Steenson (55e,73e) Pénalité(s) : 2 Steenson (23e,41e) | Stade de Twickenham, Londres 76 109 spectateurs Arbitre : Wayne Barnes |
| 28 mai 2016 15h00 | |              | | Stade de Twickenham, Londres 76 109 spectateurs Arbitre : Wayne Barnes |

## Statistiques
Les statistiques incluent la phase finale.

### Meilleurs réalisateurs
L'ouvreur nord-irlandais des Exeter Chiefs, Gareth Steenson, termine meilleur réalisateur du championnat avec 258 points inscrits.
| Rang | Joueur          | Club               | Points | Essais | Transf. | Pén. | Drops |
| ---- | --------------- | ------------------ | ------ | ------ | ------- | ---- | ----- |
| 1    | Gareth Steenson | Exeter Chiefs      | 258    | -      | -       | -    | -     |
| 2    | Jimmy Gopperth  | Wasps              | 185    | -      | -       | -    | -     |
| 3    | Danny Cipriani  | Sale Sharks        | 182    | -      | -       | -    | -     |
| 4    | Stephen Myler   | Northampton Saints | 173    | -      | -       | -    | -     |
| 5    | Charlie Hodgson | Saracens           | 154    | -      | -       | -    | -     |
| 6    | Nick Evans      | Harlequins         | 153    | -      | -       | -    | -     |
| 7    | Tom Heathcote   | Worcester Warriors | 143    | -      | -       | -    | -     |
| 8    | Ben Botica      | Harlequins         | 129    | -      | -       | -    | -     |
| 9    | Owen Farrell    | Saracens           | 122    | -      | -       | -    | -     |
| 10   | James Hook      | Gloucester Rugby   | 118    | -      | -       | -    | -     |

### Meilleurs marqueurs
Thomas Waldrom, troisième ligne centre des Exeter Chiefs est le meilleur marqueur de la saison avec treize essais marqués.
| Rang | Joueur            | Club               | Essais |
| ---- | ----------------- | ------------------ | ------ |
| 1    | Thomas Waldrom    | Exeter Chiefs      | 13     |
| 2    | Semesa Rokoduguni | Bath Rugby         | 12     |
| 2    | Christian Wade    | Wasps              | 12     |
| 4    | Chris Ashton      | Saracens           | 11     |
| 5    | Charlie Walker    | Harlequins         | 10     |
| 6    | Frank Halai       | Wasps              | 9      |
| 6    | Nili Latu         | Newcastle Falcons  | 9      |
| 6    | James Short       | Exeter Chiefs      | 9      |
| 6    | Telusa Veainu     | Leicester Tigers   | 9      |
| 6    | Tim Visser        | Harlequins         | 9      |
| 6    | Cooper Vuna       | Worcester Warriors | 9      |

## Récompenses
L'arrière anglais des Saracens, Alex Goode, est élu meilleur joueur de la saison. Il devance George Smith (Wasps) et Gareth Steenson (Exeter Chiefs). Ensuite, Mark McCall (Saracens) est élu meilleur entraîneur pour la troisième fois de sa carrière. Les autres nommés pour cette distinction étaient : Rob Baxter (Exeter Chiefs), Dai Young (Wasps) et Steve Diamond (Sale Sharks).
Le meilleur espoir de la saison est le deuxième ligne international anglais des Saracens, Maro Itoje.

L'essai marqué par Harry Thacker avec les Leicester Tigers contre les Northampton Saints est élu plus bel essai de la saison.
| Distinction               | Lauréat         | Club             |
| ------------------------- | --------------- | ---------------- |
| Joueur de la saison       | Alex Goode      | Saracens         |
| Entraîneur de la saison   | Mark McCall     | Saracens         |
| Jeune joueur de la saison | Maro Itoje      | Saracens         |
| Meilleur marqueur         | Thomas Waldrom  | Exeter Chiefs    |
| Meilleur réalisateur      | Gareth Steenson | Exeter Chiefs    |
| Essai de la saison        | Harry Thacker   | Leicester Tigers |

| Poste                  | Joueurs              | Joueurs              | Joueurs              | Joueurs               | Joueurs               | Joueurs               |
| ---------------------- | -------------------- | -------------------- | -------------------- | --------------------- | --------------------- | --------------------- |
| Arrière                | [15] Alex Goode      | [15] Alex Goode      | [15] Alex Goode      | [15] Alex Goode       | [15] Alex Goode       | [15] Alex Goode       |
| Trois quarts ailes     | [14] Jack Nowell     | [14] Jack Nowell     | [14] Jack Nowell     | [11] Telusa Veainu    | [11] Telusa Veainu    | [11] Telusa Veainu    |
| Trois quarts centres   | [13] Elliot Daly     | [13] Elliot Daly     | [13] Elliot Daly     | [12] Charles Piutau   | [12] Charles Piutau   | [12] Charles Piutau   |
| Charnière              | [10] Gareth Steenson | [10] Gareth Steenson | [10] Gareth Steenson | [9] Francois Hougaard | [9] Francois Hougaard | [9] Francois Hougaard |
| Troisième ligne centre | [8] Billy Vunipola   | [8] Billy Vunipola   | [8] Billy Vunipola   | [8] Billy Vunipola    | [8] Billy Vunipola    | [8] Billy Vunipola    |
| Troisième ligne aile   | [7] George Smith     | [7] George Smith     | [7] George Smith     | [6] Teimana Harrison  | [6] Teimana Harrison  | [6] Teimana Harrison  |
| Deuxième ligne         | [5] George Kruis     | [5] George Kruis     | [5] George Kruis     | [4] Maro Itoje        | [4] Maro Itoje        | [4] Maro Itoje        |
| Piliers                | [3] Vadim Cobîlaș    | [3] Vadim Cobîlaș    | [3] Vadim Cobîlaș    | [1] Mako Vunipola     | [1] Mako Vunipola     | [1] Mako Vunipola     |
| Talonneur              | [2] Mike Haywood     | [2] Mike Haywood     | [2] Mike Haywood     | [2] Mike Haywood      | [2] Mike Haywood      | [2] Mike Haywood      |